# Ken Finney
Richard Kenneth Finney (sinh ngày 10 tháng 3 năm 1929, St Helens) là một cầu thủ bóng đá người Anh thi đấu ở vị trí Tiền vệ chạy cánh cho Stockport County và Tranmere Rovers. Finney kết thúc sự nghiệp với Altrincham, nơi ông được mô tả là "người thích ghi bàn".